# 2024년 하계 올림픽 베트남 선수단
2024년 하계 올림픽 베트남 선수단은 2024년 7월 26일부터 8월 11일까지 프랑스 파리에서 열린 2024년 하계 올림픽에 참가한 올림픽 베트남 선수단이다.

## 출전 선수
| 종목     | 남자 | 여자 | 전체 |
| -------- | ---- | ---- | ---- |
| 배드민턴 | 1    | 1    | 2    |
| 복싱     | 0    | 2    | 2    |
| 사격     | 0    | 2    | 2    |
| 사이클   | 0    | 1    | 1    |
| 수영     | 1    | 1    | 2    |
| 양궁     | 1    | 1    | 2    |
| 역도     | 1    | 0    | 1    |
| 유도     | 0    | 1    | 1    |
| 육상     | 0    | 1    | 1    |
| 조정     | 0    | 1    | 1    |
| 카누     | 0    | 1    | 1    |
| 전체     | 4    | 12   | 16   |

## 메달 집계
| 종목 | 1 | 2 | 3 | 합계 |
| 종목 | ' | ' | ' | '    |
| 종목 | ' | ' | ' | '    |
| 종목 | ' | ' | ' | '    |
| 합계 | ' | ' | ' | '    |

## 종목별 성적

### 배드민턴
남자
- 레득팟

여자
- 응우옌투이린

### 육상
- 쩐티니옌

## 같이 보기
- 2024년 하계 올림픽